# Jutta Blatzheim-Roegler

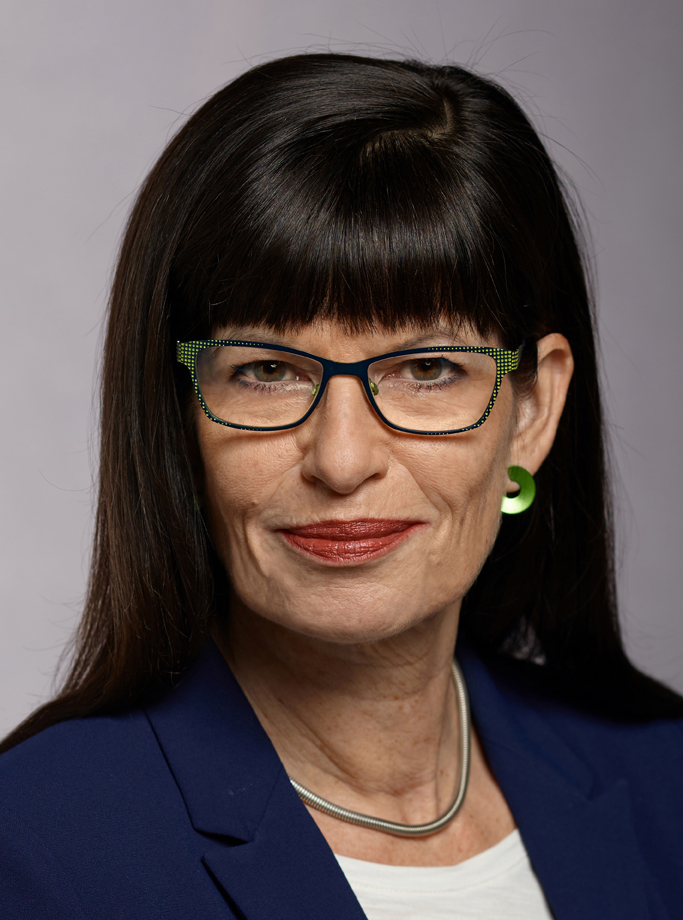
Jutta Blatzheim-Roegler (2016)

Jutta Blatzheim-Roegler, geb. Blatzheim, (* 22. Januar 1957 in Bad Godesberg) ist eine deutsche  Politikerin (Bündnis 90/Die Grünen) und seit 2011 Landtagsabgeordnete in Rheinland-Pfalz.

## Politik
Im Jahr 1983 wurde Jutta Blatzheim-Roegler Mitglied bei den Grünen. Zu diesem Zeitpunkt war sie die erste Grünen-Politikerin in Bernkastel-Kues. Mandatsträgerin für die Grünen war sie auf kommunaler Ebene (Ortsbeirat Bernkastel-Andel, Stadt- und Verbandsgemeinderat Bernkastel-Kues) sowie im Landkreis Bernkastel-Wittlich (Kreistag Bernkastel-Wittlich). Von 1999 bis 2006 war sie Mitglied im Kuratorium der Universität Trier.
Auf dem Platz 3 der Landesliste von Bündnis 90/Die Grünen zur Bundestagswahl 2002 verpasste sie den Einzug in den Deutschen Bundestag um rund 3000 Stimmen nur knapp.
Von 2005 bis 2011 war sie Sprecherin der Landesarbeitsgemeinschaft Verkehr Rheinland-Pfalz bei den Grünen und von 2010 bis 2012 Sprecherin der Bundesarbeitsgemeinschaft Mobilität und Verkehr. Sie ist Gegnerin des Hochmoselübergangs und in verschiedenen Bürgerinitiativen aktiv.
Zur Landtagswahl in Rheinland-Pfalz 2011 am 27. März 2011 wurde sie als Direktkandidatin für den Wahlkreis 23 (Wahlkreis Bernkastel-Kues/Morbach/Kirchberg (Hunsrück)) auf dem aussichtsreichen Platz 5 der Landesliste aufgestellt. Im Wahlkreis erreichte sie 12,2 % (+ 6,3 %) der Wahlkreisstimmen und 12,9 % (+ 8,5 %) der Landesstimmen und wurde über die Landesliste zur Landtagsabgeordneten gewählt. In ihrer Fraktion war sie in der 16. Legislaturperiode stellvertretende Vorsitzende und fachpolitische Sprecherin für Mobilität, Verkehr und Tourismus. 2012 war sie Mitglied 15. Bundesversammlung.
Bei der Kommunalwahl 2014 wurde sie als Mitglied des Kreistags Bernkastel-Wittlich, des Stadtrats Bernkastel-Kues sowie des Ortsbeirates Bernkastel-Andel gewählt.
Bei der Landtagswahl in Rheinland-Pfalz 2016 am 13. März 2016 stand sie wiederum auf Platz 5 der Landesliste und wurde erneut über die Landesliste in den Landtag gewählt. In der 17. Legislaturperiode ist sie weiterhin stellvertretende Fraktionsvorsitzende und zuständig für die Bereiche Mobilität, Verkehr und Tourismus. Darüber hinaus bearbeitet sie die Themen Wirtschaft, Landwirtschaft, Weinbau, Gleichstellung, Frauen, Anti-Atom, Katastrophenschutz, Feuerwehr und Rettungsdienst. Anfang 2017 wurde Jutta Blatzheim-Roegler Obfrau der Grünen in der Enquete-Kommission Wirtschafts- und Standortfaktor Tourismus in Rheinland-Pfalz. Diese nahm im September desselben Jahres ihre Arbeit auf.
Bei der Landtagswahl in Rheinland-Pfalz 2021 wurde sie über Platz 7 der Landesliste erneut in den Landtag gewählt.

## Persönliches
Jutta Blatzheim-Roegler wuchs in Bad Godesberg auf, wo ihr Vater Ministerialbeamter im Bundesforschungsministerium war und ihre Mutter in der Botschaft der USA arbeitete. Nach dem Abitur am erzbischöflichen Clara-Fey-Gymnasium in Bad Godesberg 1976 studierte sie Politologie und Germanistik, zunächst an der Universität Bonn, dann an der Universität Trier. 1999 bis 2011 war sie Management-Assistentin mit Schwerpunkt Kommunikation und Fortbildungsreferentin in einer Unternehmensberatung der Sozialwirtschaft. Seit 1978 lebt sie an der Mosel in Bernkastel-Andel. Sie ist verheiratet, hat vier erwachsene Kinder und zwei Enkelkinder.